# Рофрано
Рофрано (итал. Rofrano) — коммуна в Италии, располагается в регионе Кампания, в провинции Салерно.
Население составляет 2189 человек, плотность населения составляет 38 чел./км². Занимает площадь 58 км². Почтовый индекс — 84070. Телефонный код — 0974.
Покровителями коммуны почитаются Пресвятая Богородица (Madonna di Grottaferrata), праздник ежегодно празднуется 8 сентября, а также святитель Николай Мирликийский, чудотворец, празднование 6 декабря.